# 우크라이나 보수공화당
우크라이나 보수공화당(우크라이나어: Українська консервативна республіканська партія)은 1992년부터 2001년까지 존재했던 우크라이나의 정당이다. 이 정당은 1992년 스테판 크마라의 주도로 우크라이나 공화당의 분열 이후 새로 생긴 정당이었다. 나중에 이 정당은 원래 우크라이나 공화당 의원이 파더랜드 정당과 연합으로 남아 있는 동안 우크라이나 국민당 회의와 합병 이후 전우크라이나 연합 "조국"에 합병되었다.
우크라이나 보수공화당은 1994년 우크라이나 총선에서 2개 의석밖에 얻지 못하는 등 부진했는데, 이 중 한명이 나중에 전 우크라이나의 대통령인 레오니드 크라우추크에 의해 잃었다. 1998년 우크라이나 총선에서는 우크라이나 공화당과 우크라이나 민족주의 회의와 함께 "우크라이나 국민 전선"이라는 이름으로 선거에 참여했고, 이 때 투표에서 2.71%의 지지율을 받았고 6개 의석을 획득했다. 2001년 1월에는 국민 전선이 의회에서 17개 의석을 획득했다.
2001년 12월 이 정당은 바티키우시나에게 완전히 합병된다.
이 정당은 2003년 7월 우크라이나 법무부에게 공식적으로 해체했음을 선포한다.